# Ptochostola
Ptochostola és un gènere d'arnes de la família Crambidae.

## Taxonomia
- Ptochostola asaphes Turner, 1937
- Ptochostola dirutellus (Walker, 1866)
- Ptochostola metascotiella Hampson, 1919
- Ptochostola microphaeellus (Walker, 1866)